# Parmularia quadlingi
Parmularia quadlingi är en mossdjursart som först beskrevs av William Aitcheson Haswell 1881.  Parmularia quadlingi ingår i släktet Parmularia och familjen Parmulariidae. Inga underarter finns listade i Catalogue of Life.